# Ralf Bormann

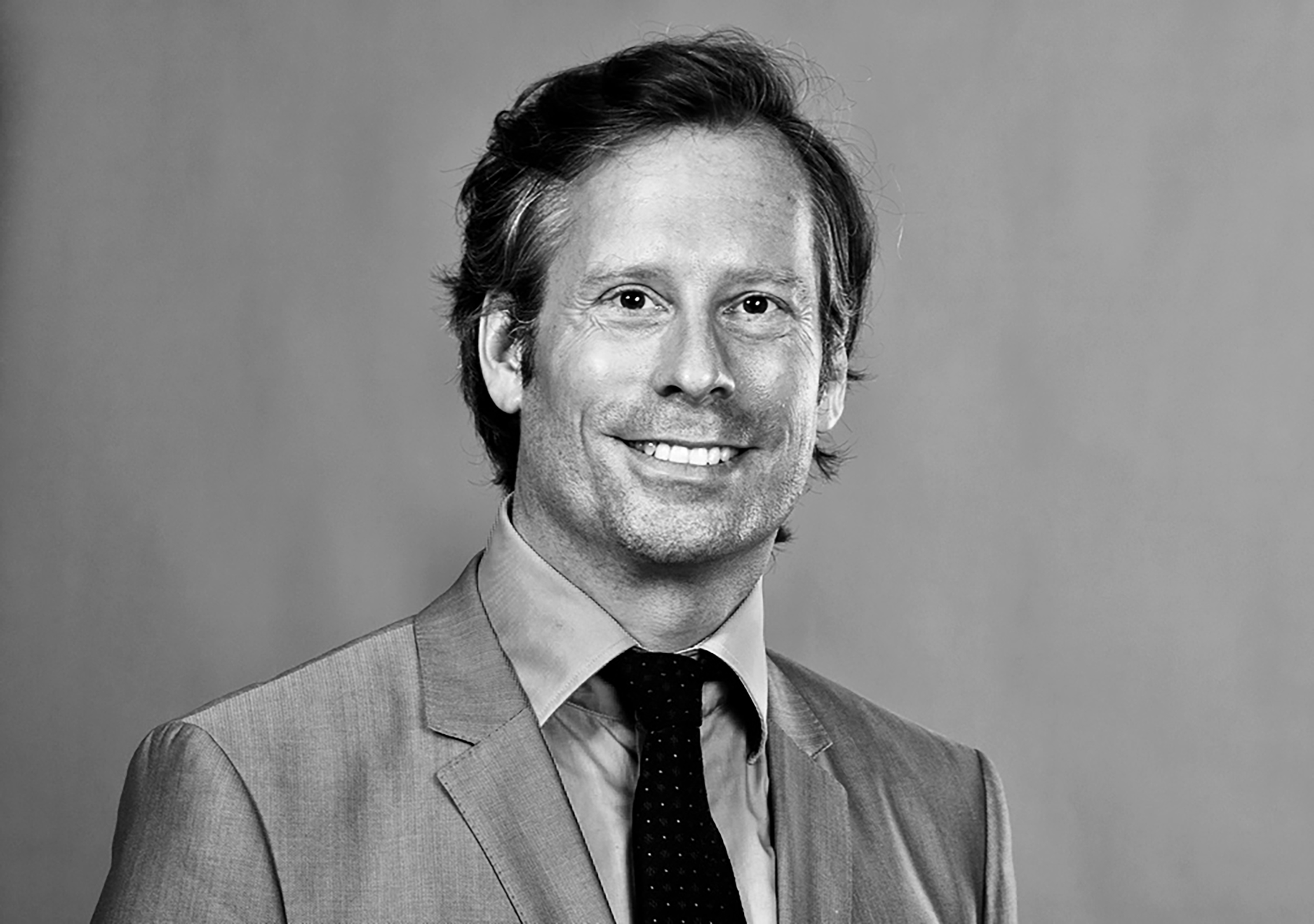
Ralf Bormann (2017)

Ralf Bormann (* 6. September 1974 in Münster) ist ein deutscher Kunsthistoriker und Ausstellungskurator.

## Werdegang
Bormann ist der Sohn des Ingenieurs Gerhard Bormann und der Werbegrafikerin Inge Bormann, geb. Dobelmann. Nach dem Abitur am Gymnasium Bersenbrück studierte er Rechtswissenschaften an der Universität Freiburg i. Br. und der Universität Münster. Nach dem Ersten Juristischen Staatsexamen 2001 widmete er sich in Münster dem Studium der Kunstgeschichte sowie der Klassischen und Spätantiken/Frühchristlichen Archäologie, welches er 2007 als Magister artium mit einer Arbeit zu Problemen um den Nikolauschor von Alt-St.-Peter in Rom (1450–1455) bei Werner Jacobsen abschloss; 2011 wurde er summa cum laude mit einer von Jacobsen und Dieter Salzmann betreuten Dissertationsschrift zur Ideengeschichte der Kunstgeografie promoviert.
Nach Dozentur am Münsteraner Institut für Kunstgeschichte und freier Mitarbeit in der Landesgalerie des Niedersächsischen Landesmuseums Hannover war Bormann ab 2012 zunächst als Wissenschaftlicher Volontär und von 2013 bis 2015 als Wissenschaftlicher Leiter der Erschließung des dortigen Kupferstichkabinetts am Landesmuseum Hannover tätig. 2014 kuratierte er die im Rahmen der zum 300-jährigen Jubiläum der Personalunion zwischen Großbritannien und Hannover ausgerichteten Niedersächsischen Landesausstellung „Als die Royals aus Hannover kamen“ im Schloss Herrenhausen gezeigte Schau „Fürstliches Sammeln in Herrenhausen“, in der mit 40 Gemälden, 50 antiken Skulpturen und einem Dutzend Arbeiten auf Papier die 1818 versteigerte und unterdessen in die ganze Welt verstreute, 2014 von Bormann rekonstruierte, barocke Kunstsammlung des Johann Ludwig von Wallmoden präsentiert wurde. Zudem war Bormann 2015 Dozent am Kunstgeschichtlichen Seminar der Universität Göttingen.
2015 wechselte Bormann an das Städel Museum in Frankfurt, wo er die wissenschaftliche und operative Leitung des DFG-Projektes zur Digitalisierung und Erschließung der Zeichnungen der dortigen Graphischen Sammlung übernahm. Von 2016 bis 2018 wirkte er zudem als Dozent am Kunstgeschichtlichen Institut der Universität Marburg.
Seit 2019 leitet Bormann die Grafische Sammlung des zu den Tiroler Landesmuseen in Innsbruck gehörenden Ferdinandeum. Seine Forschungsinteressen gelten den noch weitgehend unerschlossenen, vom 14. Jahrhundert bis zur unmittelbaren Gegenwart reichenden Beständen dieser Sammlung, ferner der Sammlung Wallmoden. Bormann stellt regelmäßig in den dazu neu geschaffenen Kabinetten der Grafischen Sammlung Trouvaillen aus den rund 50.000 Blatt bewahrenden Depots aus, so etwa Arbeiten aus dem mutmaßlich weltweit größten Bestand von Zeichnungen von Giovanni Battista Piazzetta. 2023 konzipierte und erstellte Bormann gemeinsam mit Michael Zechmann-Khreis den digitalen Auftritt der Bestände der Tiroler Landesmuseen in der gemeinsamen Online Sammlung. Im selben Jahr verantwortete er die biennale Durchführung des 1952 von Paul Flora initiierten Österreichischen Grafikwettbewerbes. Seit 2020 ist Bormann zudem Dozent am Institut für Kunstgeschichte der Universität Innsbruck.

## Kuratierte Ausstellungen (Auswahl)
- 2014: Fürstliches Sammeln in Herrenhausen, Museum Schloss Herrenhausen, im Rahmen der Niedersächsischen Landesausstellung Als die Royals aus Hannover kamen. Hannovers Herrscher auf Englands Thron 1714–1837
- 2020/21: Fritz Berger faces | nudes, Tiroler Landesmuseum Ferdinandeum, Innsbruck[19]
- 2021: Giovanni Battista Piazzetta. Têtes d’expression, Tiroler Landesmuseum Ferdinandeum, Innsbruck[20]
- 2021: Komm! ins Offene, Freund! Die Romantik in der Grafischen Sammlung, Tiroler Landesmuseum Ferdinandeum, Innsbruck[21]
- 2021: Druckgrafik als Wegzehrung. Dürers Reise in die Niederlande, Tiroler Landesmuseum Ferdinandeum, Innsbruck[22]
- 2022: James Holland: Innsbruck romanticised, Tiroler Landesmuseum Ferdinandeum, Innsbruck[23]
- 2022/23: In Obhut genommen. Die Schenkung der Karlheinz und Agnes Essl Privatsammlung, Tiroler Landesmuseum Ferdinandeum, Innsbruck[24]
- 2023: Formzertrümmerung. Der Expressionismus in Tirol, Tiroler Landesmuseum Ferdinandeum, Innsbruck[25]
- 2023/24: 38. Österreichischer Grafikwettbewerb, Tiroler Landesmuseum Ferdinandeum, Innsbruck[17][26]

## Veröffentlichungen (Auswahl)
- Das falsch vermessene Kunstwerk. Zur kunstgeographischen Bestimmung stilistischer Stetigkeit im zeitlichen Wandel, wissenschaftsgeschichtlich nach den Quellen dargestellt. Dissertation. Universitäts- und Landesbibliothek der Westfälischen Wilhelms-Universität, Münster 2011 (online)
- Von Bestien und dem lieben Vieh. Das Tier in der Druckgraphik Albrecht Dürers. In: Thomas Andratschke et al. (Hrsg.): Im Reich der Tiere. Streifzüge durch Kunst und Natur. Ausstellungskatalog Landesgalerie im Landesmuseum Hannover 2012. Wienand Verlag, Köln 2012, S. 70–109 (Digitalisat)
- Weisen manieristischer Welterzeugung. Vasari, Pontormo und das deutsche Formgefühl. In: Bastian Eclercy (Hrsg.): Pontormo. Meisterwerke des Manierismus in Florenz. Ausstellungskatalog Landesgalerie im Landesmuseum Hannover 2013. Michael Imhof Verlag, Petersberg 2013, S. 154–185 (Digitalisat)
- Die Kunstsammlung des Reichsgrafen Johann Ludwig von Wallmoden-Gimborn. In: Katja Lembke (Hrsg.): Als die Royals aus Hannover kamen. Hannovers Herrscher auf Englands Thron 1714–1837. Katalog zur Niedersächsischen Landesausstellung im Landesmuseum Hannover und im Museum Schloss Herrenhausen 2014S. andstein Verlag, Dresden 2014, S. 238–261, S. 262 f. (Biografie), S. 407-435 (Kat. Nr. 1-106).
- Kat. Nr. 97, 98 und 129–131 zu Zeichnungen Jacopo Pontormos und Gemälden des Agnolo Bronzino. In: Bastian Eclercy (Hrsg.): Maniera. Pontormo, Bronzino und das Florenz der Medici. Katalog zur Ausstellung im Städel Museum Frankfurt am Main 2016. Prestel Verlag, München 2016, S. 224–227, 284–287 (Digitalisat)
- Wallmoden’s Collections at Hanover-Herrenhausen Depicted: Towards the Reconstruction of a Baroque aemulatio of the Uffizi. In: Andrea M. Gáldy, Sylvia Heudecker (Hrsg.): Collecting Prints and Drawings. Cambridge Scholars Publishing, Newcastle 2018, S. 172–189.
- Wallmodens Vorbilder. Zur barocken Grammatik der Wiederholung. In: Aachener Kunstblätter 67, 2018–2019: Sammlung und Sammeln, S. 54–74.
- Der unmögliche Laokoon. Auf der Suche nach einem verlorenen Kunstereignis. In: Peter Assmann et al. (Hrsg.): Goethes Italienische Reise. Eine Hommage an ein Land, das es niemals gab. Katalog zur Ausstellung im Tiroler Landesmuseum Ferdinandeum 2020. Skira, Mailand 2020, S. 136–161.
- Zerstreuung und Kennerschaft. Passepartoutnotizen in Zeiten der Pandemie. In: Peter Assmann, Ralf Bormann (Hrsg.): Passepartoutnotizen. Unbekannte italienische Zeichnungen aus eigenem Bestand. Katalog zur Ausstellung im Tiroler Landesmuseum Ferdinandeum 2021/2022. Deutscher Kunstverlag, Berlin 2021, S. 15–42.
- Von der Gegenwärtigkeit des Unvollständigen. Dionysischer Kunsttrieb und die schöpferische Kraft der Zerstörung. In: Wissenschaftliches Jahrbuch der Tiroler Landesmuseen 14, 2022 (= Festschrift 200 Jahre Tiroler Landesmuseum Ferdinandeum), S. 287–301.
- Nach und vor der Lektüre. Die Angst des Grafen Wallmoden vor der Unsichtbarkeit. In: Klaus Niehr, Silvia Schmitt-Maaß (Hrsg.): Welfen und Porträt. Visuelle Strategien höfischer Repräsentation vom 16. bis 18. Jahrhundert. Böhlau Verlag, Wien/Köln 2023, S. 167–180.
- Rhizom, Entzogenheit und Entbergung: das Werkbuch. In: Ralf Bormann, Andreas Rudigier (Hrsg.): Werkbuch. Österreichischer Grafikwettbewerb 1–38 / 1952–2023. Katalog zur Ausstellung im Tiroler Landesmuseum Ferdinandeum 2023/2024. Haymon Verlag, Innsbruck/Wien 2023, S. 17–24.
- Agalmatophilie und Hermeneutik. Posthumane Kunsterfahrung vor dem Bildwerk. In: Torsten Cress, Oliwia Murawska, Annika Schlitte (Hrsg.): Posthuman? Neue Perspektiven auf Natur/Kultur. Brill/Fink, Paderborn 2023, S. 371–399, doi:10.30965/9783846765975_018